# Эльверди, Али
Али Эльверди (тур. Ali Elverdi; 1924, Бурса — 2010, Анкара) — турецкий военный и политик, бригадный генерал, депутат турецкого парламента от консервативной Партии справедливости. В качестве военного судьи вынес смертные приговоры участникам коммунистического подполья. Отошёл от дел после военного переворота 1980.

## Армейская служба. Политические взгляды
Родился в пригороде Бурсы. Окончил Военную академию. Служил в сухопутных войсках. Командовал армейскими подразделениями, был начальником штаба 28-й пехотной дивизии. Политически Эльверди придерживался правых националистических и антикоммунистических взглядов.
В мае 1963 Али Эльверди сыграл решающую роль в пресечении попытки переворота, предпринятой полковником Талатом Айдемиром. После подавления мятежа Айдемир был казнён.

## Военный судья. Смертные приговоры
В 1970 бригадный генерал Али Эльверди стал председателем 1-го военного суда Анкары. Поддержал государственный переворот 1971.
9 октября 1971 года Али Эльверди приговорил к смертной казни трёх активистов подпольной радикально-коммунистической организации Народно-освободительная армия Турции. Дениз Гезмиш, Юсуф Аслан и Хюсейин Инан были повешены 6 мая 1972. Али Эльверди присутствовал при исполнении.
Казнь Гезмиша, Аслана и Инана сделала генерала Эльверди широко известным в Турции и за её пределами. Для коммунистов и левых он стал ненавистной фигурой. Сам Эльверди никогда не раскаивался в вынесенном приговоре и откровенно признавал его политический характер.
Али Эльверди считал смертную казнь справедливым наказанием за попытки свержения конституционного строя и установления коммунистического режима. В интервью либеральному изданию Nokta в 1987 Эльверди снова заявлял, что ситуация в Турции отличается от западноевропейской, страна окружена противниками и потому смертная казнь приемлема как метод борьбы с национальными предателями и врагами страны. В то же время он осудил казнь Аднана Мендереса в 1961.

## Политик и депутат. Драка и книга
В 1974 Али Эльверди вышел в отставку и занялся политической деятельностью. Он вступил в консервативную Партию справедливости Сулеймана Демиреля. С 1975 по 1980 Эльверди был депутатом турецкого парламента от Бурсы.
20 февраля 1976 Али Эльверди принял участие в массовой парламентской драке. Столкновение началось с нападения на Эльверди депутата от Республиканской народной партии (CHP) Джелаля Пайдаша. Поводом стало выступление Эльверди против слишком длинной речи лидера CHP Бюлента Эджевита. По итогам драки Эльверди был кратковременно госпитализирован.
В 1980 Али Эльверди издал книгу Bu Vatana Kastedenler — Это значит Родина. Автор решительно осудил коммунистическую идеологию и практику (в том числе на примерах российской истории), критиковал левую партию Эджевита как «открывавшую дверь коммунизму». Он изложил своё видение событий 1950—1970-х годов, в том числе мятежа 1962 года и переворота 1971 года.
Али Эльверди поддержал военный переворот Кенана Эврена 12 сентября 1980, однако уже не принимал активного участия в политике.

## Кончина и похороны
С 1982 у Эльверди стало ухудшаться здоровье. Почти три десятилетия он прожил сугубо частной жизнью. Неоднократно получал угрозы от ультралевых боевиков, но игнорировал их.
Скончался Али Эльверди от асфиксии 17 апреля 2010 в возрасте 86 лет. Обстоятельства его смерти сравнивались с таковыми генерала Эврена. Негативное сравнение Эльверди с Эвреном распространено в левых кругах. При этом критически настроенные авторы напоминали, что приговорённые судьёй Эльверди были казнены именно через повешение.
Похоронная церемония проходила в мечети Коджатепе. Присутствовали официальные представители командования вооружённых сил Турции. Отмечались попытки протестов со стороны левых студенческих организаций, но они были быстро пресечены.

## Семья
Али Эльверди был женат, имел троих детей. Его сыновья Искендер Эльверди и Аттила Эльверди известны как предприниматели-менеджеры и юристы.